# Youly Algaroff

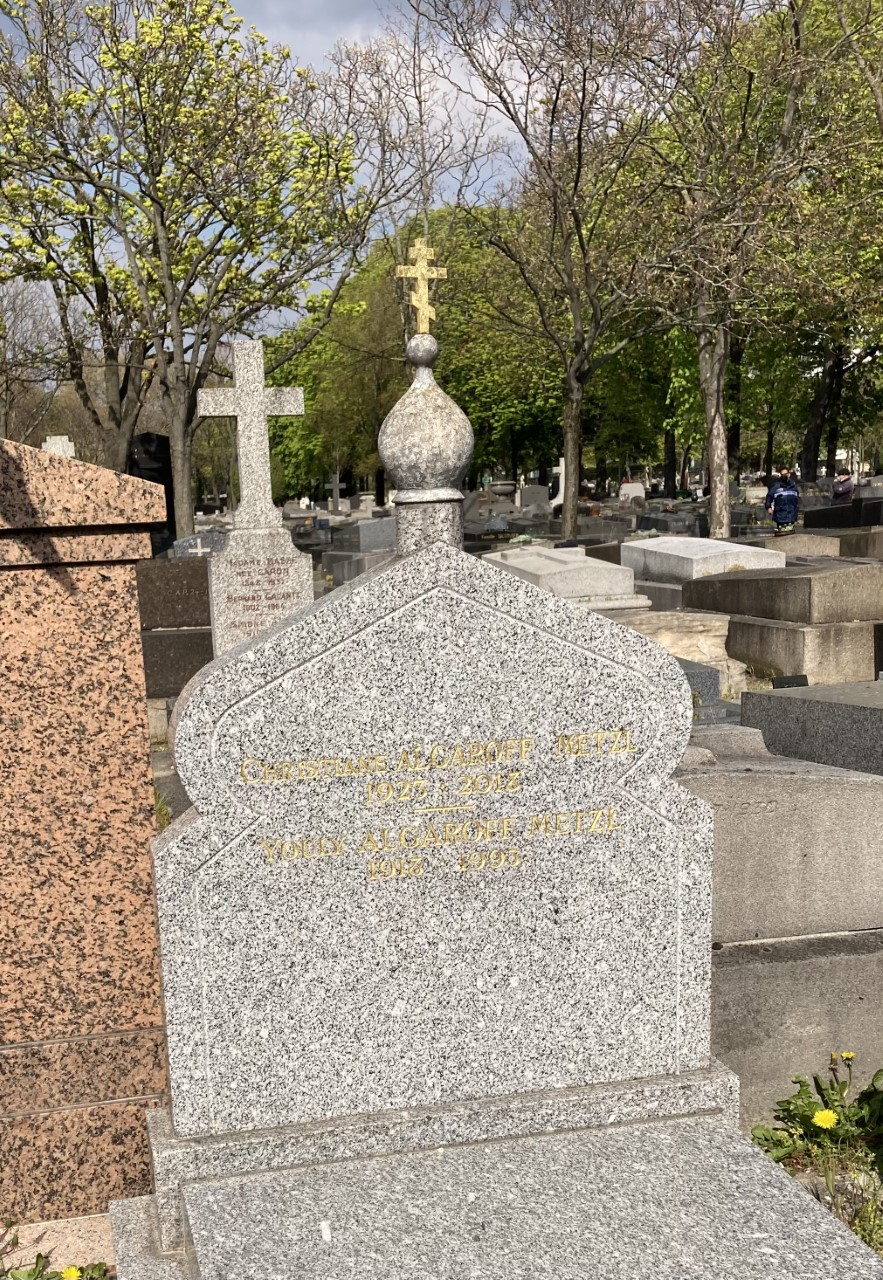
Grabstein von Algaroff in Paris

Youly Algaroff (russisch Юлий Владимирович Метцль, Julij Wladimirowitsch Metzl, französisch Jules Metzl; * 15. Märzjul. / 28. März 1918greg. in Simferopol, Krim, Russisches Kaiserreich; † 6. August 1995 in Paris) war ein deutsch-russischer Solotänzer in Frankreich.

## Leben
Der Vater Wladimir Metzl war ein Komponist und Musikprofessor, die Mutter Elisabeth Grünberg (Jelisaweta Grjunberg) war Geigerin. Beide stammten aus deutschrussischen Familien. Sie lebten ab etwa 1918 auf der Krim.
1922 emigrierten sie nach Berlin, wo Julij ersten Tanzunterricht bei Eugenie Eduardowa erhielt. 1937 zog die Familie nach Paris, wo er seine tänzerische Ausbildung bei Ljubow Jegorowa fortsetzte. Seit 1937 tanzte Youly Algaroff im Ballet de la Jeunesse in Lyon.
1939 wurde er zum Wehrdienst eingezogen und 1940 wieder entlassen.
1942 wurde Youly Algaroff Solotänzer (étoile) an der l’Opera de Lyon. Seit 1945 tanzte er im Ballets des Champs-Élysées in Paris.
1952 wurde er Solotänzer (étoile) am Ballet de l’Opéra de Paris.
1955 wurde er französischer Staatsbürger.
1964 gab Youly Algaroff seine Tanzkarriere auf und übernahm eine Veranstaltungsagentur von seinem Onkel.
1995 starb er in Paris. Die Trauerfeier fand in der Alexander-Newski-Kathedrale statt. Er wurde auf dem russischen Friedhof in Paris begraben.
Youly Algaroff war mit der Tänzerin Christiane Franzy seit 1942 verheiratet. Sie hatten mindestens eine Tochter.

## Charakterisierung
Youly Algaroff war ein gutaussehender Solotänzer, der von Choreographen und Ballettpartnerinnen sehr geschätzt wurde.

„Youly Algaroff was a  (...) dancer of exceptional charm. Despite a mixed training he possessed a singular purity of style. His finely tempered body was an instrument of finesse aided by a feline grace that was inborn; he was a natural danseur noble.
Despite his God-given attributes (...) 
Algaroff was sought after by ballerinas because of his handsome good looks and his sensitivity of partnering. (...)“